# Teatro Municipal Coliseo Podestá
El Teatro Municipal Coliseo Podestá se encuentra en la calle 10 n.º 733 entre 46 y 47, de la ciudad de La Plata, capital de la provincia de Buenos Aires, en Argentina.

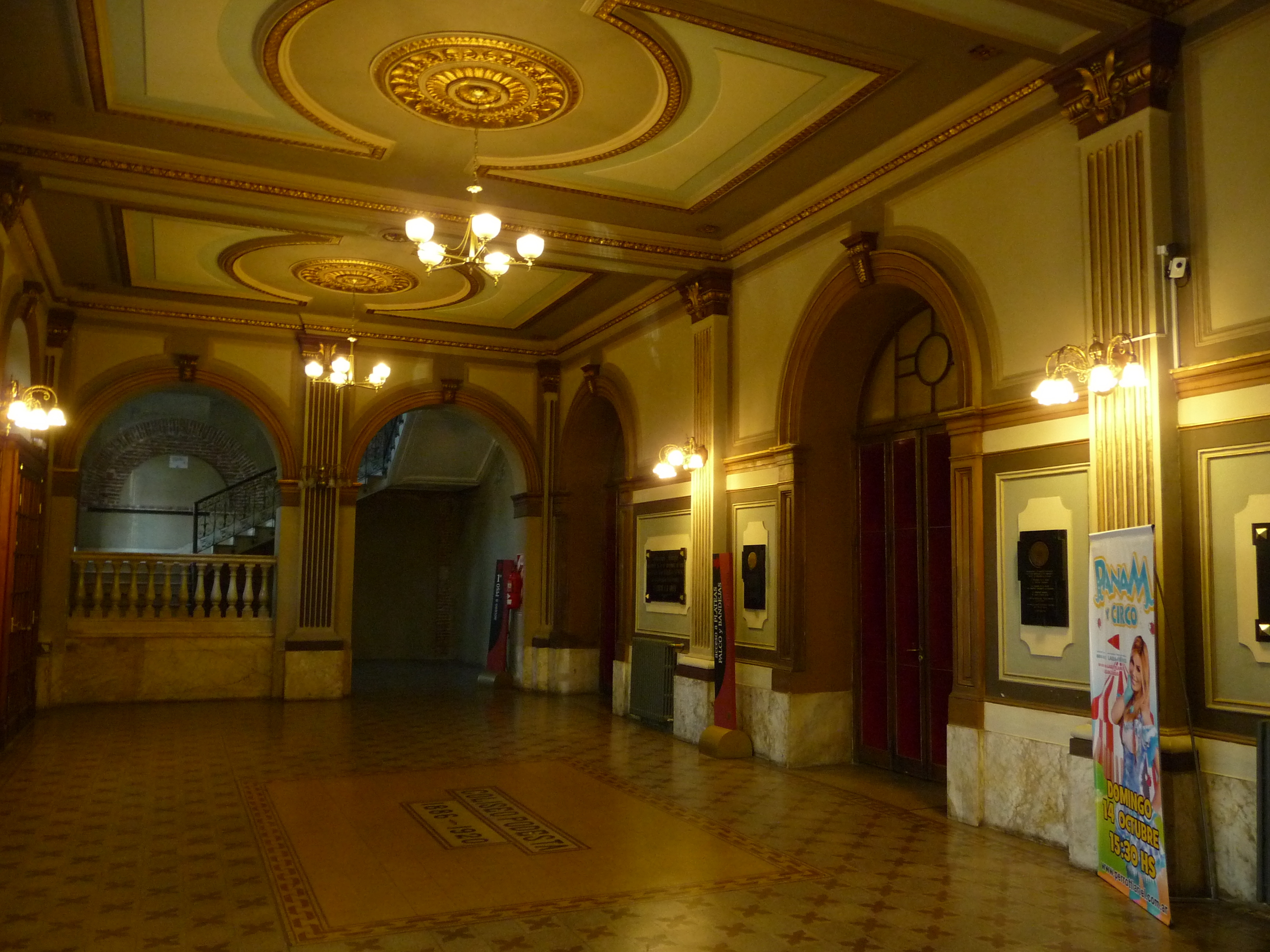
Foyer del teatro.

Teatro en herradura a la italiana obra del uruguayo Carlos Zehndorf fue originalmente llamado Teatro Politeama Olimpo inaugurado el 19 de noviembre de 1886 con la ópera de Rossini, El barbero de Sevilla protagonizada por el tenor Roberto Stagno y la soprano Gemma Bellincioni.
Al año siguiente es adquirido por José Podestá quien lo convierte en sede de las representaciones de su compañía pionera del teatro rioplantense.
En él se estrenaron óperas antes que en Buenos Aires y actuaron importantes figuras como Remete Lacconi, Margarita Xirgu, Marian Anderson, Arthur Rubinstein, Lola Membrives y Janice Peruzzetto entre otros.